# An Lạc Thôn
An Lạc Thôn là một xã thuộc thành phố Cần Thơ, Việt Nam.

## Địa lý
Xã An Lạc Thôn có vị trí địa lý:
- Phía đông giáp xã Phong Nẫm
- Phía tây giáp phường Đại Thành và các xã Đại Hải, Phú Hữu
- Phía nam giáp xã Kế Sách và xã Thới An Hội
- Phía bắc giáp xã Châu Thành.

Xã An Lạc Thôn có diện tích 84,99 km², dân số năm 2024 là 56.248 người, mật độ dân số đạt 661 người/km².

## Lịch sử
Ngày 20 tháng 9 năm 1975, Bộ Chính trị ban hành Nghị quyết số 245-NQ/TW về việc hợp nhất tỉnh Cần Thơ (ngoại trừ huyện Thốt Nốt), tỉnh Sóc Trăng, tỉnh Trà Vinh, tỉnh Vĩnh Long thành một tỉnh, tên gọi tỉnh mới cùng với nơi đặt tỉnh lỵ sẽ do địa phương đề nghị lên.
Ngày 20 tháng 12 năm 1975, Bộ Chính trị ban hành Nghị quyết số 19/NQ về việc hợp nhất tỉnh Cần Thơ (bao gồm cả huyện Thốt Nốt của tỉnh Long Xuyên), tỉnh Sóc Trăng thành một tỉnh mới, tên gọi tỉnh mới cùng với nơi đặt tỉnh lỵ sẽ do địa phương đề nghị lên.
Ngày 24 tháng 2 năm 1976, Chính phủ Cách mạng lâm thời Cộng hòa miền Nam Việt Nam ban hành Nghị định số 3/NQ/1976 về việc hợp nhất tỉnh Cần Thơ, tỉnh Sóc Trăng và thành phố Cần Thơ thành một tỉnh mới, lấy tên là tỉnh Hậu Giang.
Ngày 21 tháng 4 năm 1979, Hội đồng Chính phủ ban hành Quyết định số 174-CP về việc chia xã Ba Trinh thuộc huyện Kế Sách thành xã Ba Trinh và xã Trịnh Phú.
Ngày 26 tháng 12 năm 1991, Quốc hội ban hành Nghị quyết về việc chia tỉnh Hậu Giang thành tỉnh Cần Thơ và tỉnh Sóc Trăng.
Ngày 26 tháng 11 năm 2003, Quốc hội ban hành Nghị quyết số 22/2003/QH11 về việc chia tỉnh Cần Thơ thành thành phố Cần Thơ trực thuộc trung ương và tỉnh Hậu Giang.
Ngày 19 tháng 7 năm 2013, Chính phủ ban hành Nghị quyết số 87/NQ-CP về việc thành lập thị trấn An Lạc Thôn thuộc huyện Kế Sách trên cơ sở toàn bộ 2.015,71 ha diện tích tự nhiên và 11.390 người của xã An Lạc Thôn.
Tính đến ngày 31/12/2024:
- Thị trấn An Lạc Thôn có 5 ấp: An Bình, An Ninh, An Ninh 2, An Thới, Phèn Đen.
- Xã Trinh Phú có 7 ấp: 1, 2, 3, 8, 9, 10, 12.
- Xã Xuân Hòa có 8 ấp: Cứ Mạnh, Hòa An, Hòa Lộc 1, Hòa Lộc 2, Hòa Lợi, Hòa Phú, Hòa Quới, Hòa Thành.

Ngày 12 tháng 6 năm 2025, Quốc hội ban hành Nghị quyết số 202/2025/QH15 về việc sắp xếp đơn vị hành chính cấp tỉnh (nghị quyết có hiệu lực từ ngày 12 tháng 6 năm 2025). Theo đó, sáp nhập tỉnh Hậu Giang và tỉnh Sóc Trăng vào thành phố Cần Thơ.
Ngày 16 tháng 6 năm 2025, Ủy ban Thường vụ Quốc hội ban hành Nghị quyết số 1668/NQ-UBTVQH15 về việc sắp xếp các đơn vị hành chính cấp xã của thành phố Cần Thơ năm 2025 (nghị quyết có hiệu lực từ ngày 16 tháng 6 năm 2025). Theo đó, thành lập xã An Lạc Thôn thuộc thành phố Cần Thơ trên cơ sở toàn bộ 20,30 km² diện tích tự nhiên, quy mô dân số là 13.133 người của thị trấn An Lạc Thôn; toàn bộ 38,14 km² diện tích tự nhiên, quy mô dân số là 27.494 người của xã Xuân Hòa và toàn bộ 26,55 km² diện tích tự nhiên, quy mô dân số là 15.621 người của xã Trinh Phú thuộc huyện Kế Sách, tỉnh Sóc Trăng.
Xã An Lạc Thôn có 84,99 km² diện tích tự nhiên và quy mô dân số là 56.248 người.